# 5'-UTR
La région 5' non traduite, ou 5'-UTR (de l'anglais 5' Untranslated Transcribed Region) correspond à la portion d'un ARN messager (ARNm) qui se trouve directement en amont du codon d'initiation. Cette région est importante dans la régulation de la traduction d'un transcrit par différents mécanismes chez les virus, les procaryotes et les eucaryotes. Bien que nom indique que cette région n'est pas traduite, le 5'-UTR ou une partie de celui-ci est parfois traduit en protéine. Ce produit peut alors réguler la traduction de la séquence codante principale de l’ARNm. Cependant, dans de nombreux organismes, la région 5'-UTR n’est absolument pas traduite, formant plutôt une structure secondaire complexe qui permet de réguler la traduction.
Cette région est également impliquée dans la régulation de la transcription, comme le gène sexuel mortel chez la drosophile. Des éléments régulateurs au sein des régoins 5'-UTR sont aussi liés à l'exportation d'ARNm.

## Structure générale

### Longueur
Le 5'-UTR commence au niveau du site d'initiation de la transcription et se termine un nucléotide (nt) avant la séquence d'initiation (généralement AUG) de la région codante. Chez les procaryotes, la longueur du 5'-UTR a tendance à être de 3 à 10 nucléotides, tandis que chez les eucaryotes, elle a tendance à être comprise entre 100 et plusieurs milliers de nucléotides. Par exemple, le transcrit ste11 chez Schizosaccharomyces pombe a un 5'UTR de 2273 nucléotides tandis que l' opéron lac chez Escherichia coli n'a que sept nucléotides dans son 5'UTR. Les différentes tailles sont probablement dues à la complexité de la régulation eucaryote que détient le 5 'UTR ainsi qu'au plus grand complexe de pré-initiation qui doit se former pour commencer la traduction.
Le 5′ UTR peut également être complètement absent, dans le cas des ARNm sans leader . Les ribosomes des trois domaines de la vie acceptent et traduisent ces ARNm. De telles séquences se retrouvent naturellement dans les trois domaines de la vie. Les humains possèdent de nombreux gènes liés à la pression sous un leader de 2–3 nucléotides. Les mammifères ont également d'autres types de leaders ultra-courts comme la séquence TISU.